# Casa Abril
La Casa Abril és una obra del monumentlisme academicista de Palafrugell (Baix Empordà) inclosa a l'Inventari del Patrimoni Arquitectònic de Catalunya.

## Descripció
La casa abril és un edifici inspirat en els masies tradicionals catalanes, amb planta rectangular i coberta a dues vessats, tot i que presenta una gran simplificació de les forma i una distribució d'espais i obertures mot equilibra, l'edifici, envoltat de jardí, consta de tres pisos, l'inferior dels quals serveix de basament a tota la construcció i se'n diferencia per la utilització de paredat de tipus rústic. Aquesta planta és destinada els serveis. El cos superior, de dos pisos k, és emblanquinat. Hi ha dos nivells de terrassa:una a primer pis, que dona a la façana de mar, i una altra a l'altra del segon pis, sostinguda per un porxo lateral d'obertures d'arc escarser. Les finestres són rectangulars, encara que exteriorment mostren arcs escarsers molt rebaixats. L'accés es realitza través d'una tanca que des de la carretera, dona a un petit jardí que deix veure la façana lateral. A la casa Abril disposava en principio d'un accés directe al platja, actualment en desús.

## Història
La casa Abril va ser realitzada per l'arquitecte Duran i Reynals aproximadament l'any 1953, en l'etapa en què, després de la guerra dels 1936-39, aquest arquitecte va realitzar nombroses cases de camp o d'estiueig inspirant-se en el llenguatge tradicional de l'arquitectura catalana. Duran i Reinals va reinterpretar aquest vocabulari d'una manera molt depurada.